# Konomi Tada
Konomi Tada (多田このみ, Tada Konomi) est une actrice de doublage et chanteuse japonaise, née le 4 avril 1987 à la Préfecture d'Ishikawa.

## Biographie

### Carrière de doubleuse
Elle a commencé à travailler pour Media Force inc. (ja)

## Filmographie

### Cinéma
- 2015 : Girls & Panzer der Film : Karina Sakaguchi
- 2017 : Girls und Panzer das Finale 1 : Karina Sakaguchi

### Télévision
- 2012 : Girls und Panzer : Karina Sakaguchi
- 2013 : Genshiken Nidaime : Naoko Asada
- 2014 : Akame ga KILL! : Logue
- 2014 : Girls & Panzer: Kore ga Hontou no Anzio-sen desu! : Karina Sakaguchi
- 2016 : Mayoiga : Nanko
- 2018 : Hug tto! Precure : Hug-tan

### OVA
- 2012 : Girls und Panzer : Shoukai Shimasu! : Karina Sakaguchi

Source : MyAnimeList